# Curia Iulia

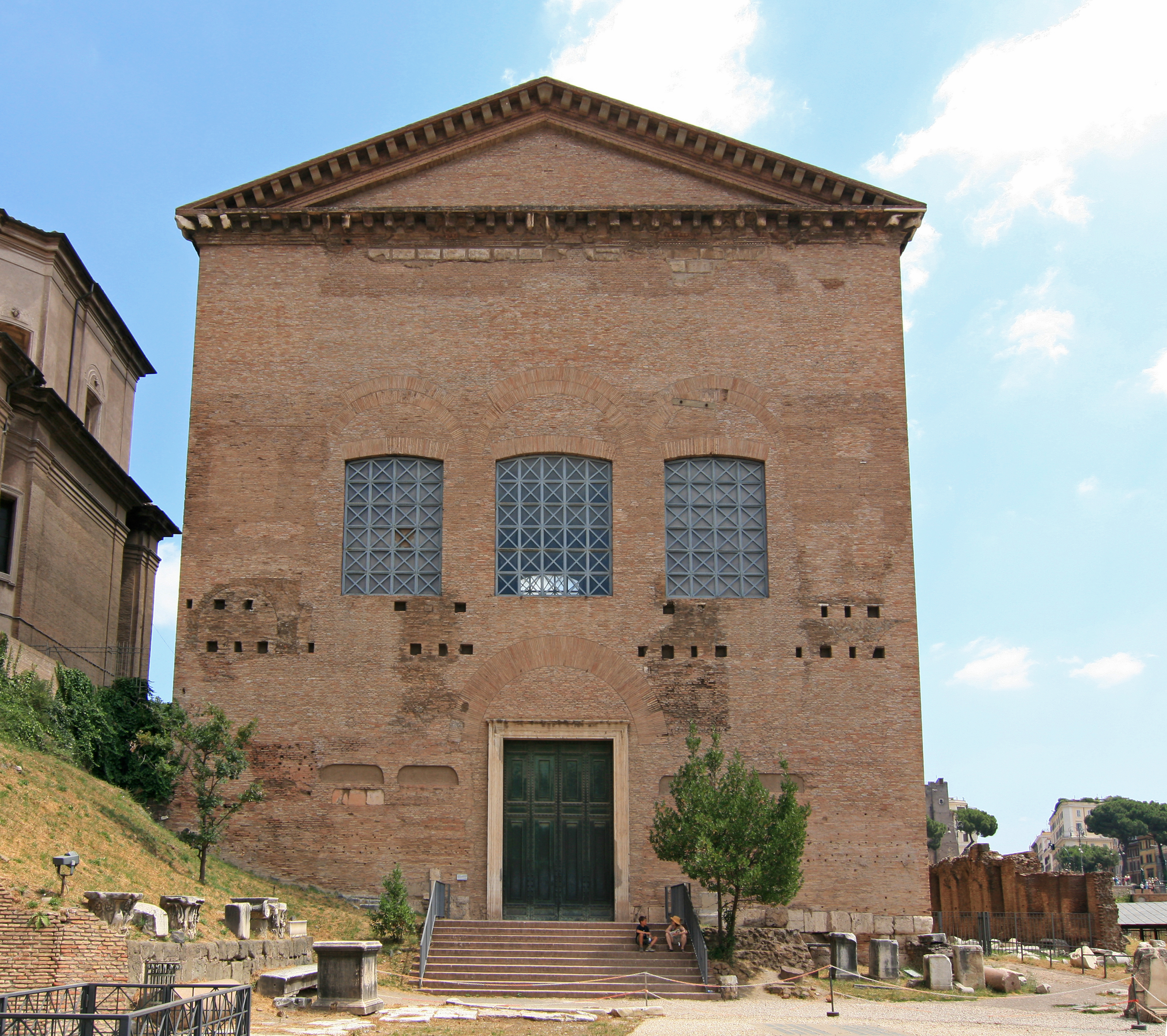
Curia Iulia.

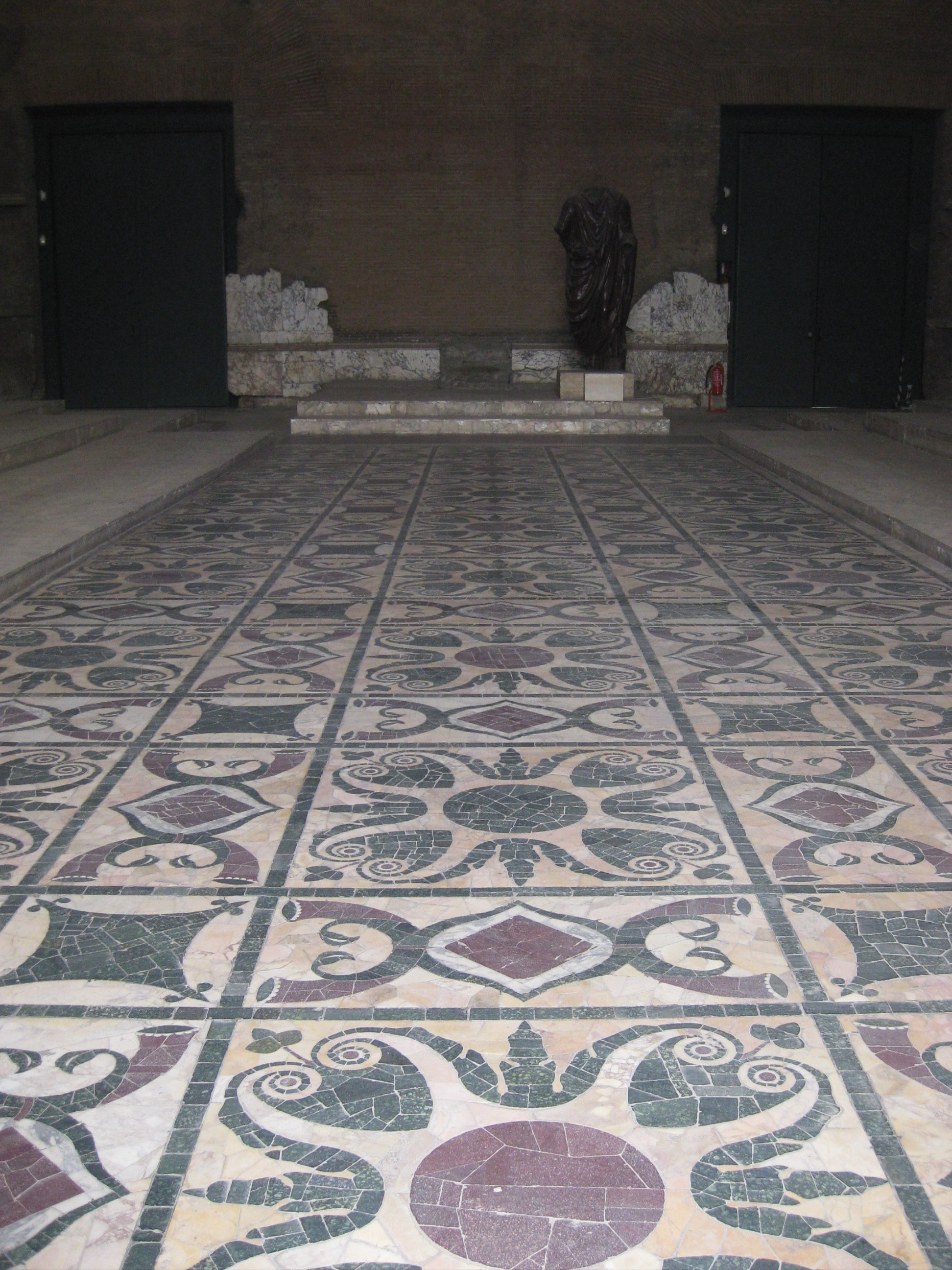
Curians golvbeläggning.

Curia Iulia är beläget på Forum Romanum i Rom och var den romerska senatens tredje mötesplats. 

## Historia
Den ursprungliga curian, som hade eldhärjats, återuppfördes på Forums norra långsida av Julius Caesar 44 f.Kr. och samordnades med det nyanlagda Caesars forum. Curian färdigställdes under Augustus och invigdes den 28 augusti 29 f.Kr. Den eldhärjades ånyo under Domitianus, som lät återuppbygga den år 94 e.Kr. 
Curian hade en kolonnburen portik på ingångssidan och fasaden därovanför var putsad med stuck, som imiterade marmorblock (rester finns kvar högst upp under gaveln). Bronsportarna är kopior av de ursprungliga, som flyttades till Laterankyrkan 1660. Inuti finns avsatserna för senatorernas stolar på långsidorna och nischer för skulpturer längs väggarna. Det färgrika golvet med ett elegant mönster i olika marmorsorter kan dateras till Diocletianus restaurering efter en brand 283 (den yttre halvan är dock en rekonstruktion från 1939). Curians nuvarande tak är modernt.
Curian förvandlades till kyrkan Sant'Adriano på 600-talet av Honorius I till åminnelse av martyren Hadrianus av Nicomedia. Medeltida fresker finns kvar i ett par av skulpturnischerna. Den kraftiga markhöjningen i området gjorde att golvnivån höjdes i flera omgångar; i fasaden kan man se hur nya dörröppningar tagits upp ovanför den ursprungliga öppningen. 
Först i slutet av 1800-talet stod det klart för forskningen att kyrkan var identisk med den gamla Curian. I samband med friläggningen på 1930-talet, när inredningen från barocken avlägsnades, revs även den tillhörande klosteranläggningen. 
De två stora marmorrelieferna som är uppställda inuti Curian stod tidigare på Forum Romanum. De är möjligen från kejsar Trajanus tid, men man vet inte var de ursprungligen hört hemma. De föreställer av allt att döma kejserliga ämbetshandlingar, som ägt rum på Forum. Därutöver är ett antal byggnader vid Forum avbildade.